# Tălmaciu
Tălmaciu é uma cidade da Romênia com 9147 habitantes, localizada no județ (distrito) de Sibiu.